# Rjukan
Rjukan je grad i upravno središte općine Tinn u norveškom okrugu Telemark. Grad se nalazi u Vestfjorddalenu, između Møsvatna i Tinnsjå, a dobio je ime po Rjukanfossenu (nor. za Zadimljeni slap) koji se nalazi zapadno od grada. Općinsko vijeće Tinna odobrilo je status grada Rjukanu 1996. god.

## Povijest
Rjukan je nekada bio značajno industrijsko središte u Telemarku, a grad je osnovan između 1905. i 1916. godine, kada je tvrtka Norsk Hydro tamo započela proizvodnju salitre (gnojiva). Rjukan je odabran zbog Rjukanfossena, 104-metara visokog slapa, koji je omogućavao jednostavan način stvaranja velike količine električne energije. Čovjek koji je iznio ideju da se koristi Rjukan bio je Sam Eyde, osnivač tvrtke Hydro. Procjenjuje se da je on, zajedno s A/S Rjukanfoss (kasnije Norsk Hydro), potrošio oko dva državna proračuna Norveške za izgradnju Rjukana kojega je gradilo oko 12.000 radnika (Rallare) iz Švedske, Danske i Finske i Norveške.
Godine 1934. Norsk Hydro je izgradio u to vrijeme najveću svjetsku elektranu, Vemork u Rjukanu, uz tvornicu vodika. Nusproizvod proizvodnje vodika elektrolizom vode bila je teška voda, što je otkrio tek kasniji nobelovac Odd Hassel. Tvtkom Norsk Hydro su upravljali Nijemci tijekom Drugog svjetskog rata, a više puta su ga sabotirali članovi Norveškog pokreta otpora i Saveznici.
Danas je elektrana u Vemorku pretvorena u norveški industrijski muzej radnika gdje je prikazana povijest Rjukana i povijest industrijske radne snage, uz povijest rata i sabotaža na njega.
Poslije 1960. većina proizvodnje salitre u Rjukanu je prebačen u Norsk Hydro tvornicu Herøya u Porsgrunnu. Neka industrija je još uvijek prisutna u Rjukanu, kao što je Scan Alloys.
Rjukan ima dugu povijest turizma, a turisti su dolazili do njegove uske doline više od jednog stoljeća. Rjukanfossen slap je poznata atrakcija u Norveškoj, te ga je slikalo više poznatih umjetnika. Područje ima dobar teren za skijanje, a grad je dobra polazna točka za planinarenje na visoravan Hardangervidda. God. 1860., Krokan uz Rjukan slap je bila prva koliba Norveške planinarske udruge (DNT). Nakon što su slap iskoristili za proizvodnju energije, koliba je prodana. Danas je ponovno otvorena, a nalazi se uz glavnu cestu iz Rjukana (Tinn) do Vinje. Kasnije je Rjukan postao poznat po svojim mogućnostima penjanja po ledu. Sezona je duga, od studenog do travnja, a slapovi su mnogi i raznoliki.
Između rujna i ožujka, Rjukan leži u sjeni planine i ne dobiva sunčevu svjetlost. God. 2013., po cijeni od 5 milijuna norveških kruna, velika ogledala su smještena na obronku koja odražavaju sunčevu svjetlost za osvjetljenje gradskog trga.

## Znamenitosti
Rjukanfossen je slap visine 104 metra u zapadnom dijelu doline Westfjord, zapadno od grada Rjukana. Slap je dio rijeke Måne i jedan je od prvih slapova iskorištenih za proizvodnju struje. Naime, 1905. god. je na Rjukanfossenu sagrađen pogon za proizvodnju hidroelektrične energije za proizvodnju salitre u tvornici Norsk Hydro.
Vemork je hidroelektrana izvan Rjukana u vlasništvu tvrtke Norsk Hydro, otvorena 1911. godine. Njegova glavna uloga je bila proizvodnja dušika za proizvodnju gnojiva, no kasnije je bila i mjesto prve masovne proizvodnje teške vode na svijetu u razvoju iz proizvodnje vodika za eksplozive (Haber–Boschov proces). Zatvorena je 1971. godine, a 1988. elektrana je postala „Norveški muzej industrijskih radnika” (Norsk Industriarbeidermuseum).
Industrijski grad Rjukan je također primjer smještaja radnika i društvenih institucija povezanih željeznicom i trajektom do luke gdje se ukrcavalo gnojivo. Rjukan pokazuje izuzetnu kombinaciju industrijskih građevina povezanih s prirodnim krajolikom, kao primjer nove globalne industrije u ranom 20. stoljeću. Zbog toga je Rjukan, zajedno s gradom Notoddenom, 2015. god. upisan na UNESCO-ov popis mjesta svjetske baštine u Europi

## Stanovništvo
Prema podacima o broju stanovnika iz 2014. godine u općini živi 3.323 stanovnika.

### Poznati stanovnici
- Gunnar Sønsteby (1918. – 2012.), Vođa norveškog pokreta otpora tijekom njemačke okupacije Norveške 1940. – 1945.
- Claus Helberg (1919. – 2003.), sudionik u činu sabotaže u Vemorku 27. veljače 1943.
- Knut Haugland (1917. – 2009.) bio je norveški istraživač. Haugland je poznat kao sudionik „Kon-Tiki ekspedicije”, također sudionik u činu sabotaže 1943.
- Bernt Ivar Eidsvig (r. 1953.), augustinski kanonik i teolog, katolički svećenik i biskup od 2005. godine u Oslu
- Jorn Lande (r. 1968.), rock pjevač

## Vanjske poveznice
- Službene stranice općine

### Ostali projekti
|  | Zajednički poslužitelj ima još gradiva o temi Rjukan |